# Nephodia cassaria
Nephodia cassaria är en fjärilsart som beskrevs av Achille Guenée 1857. Nephodia cassaria ingår i släktet Nephodia och familjen mätare. Inga underarter finns listade i Catalogue of Life.